# Ungava-Halbinsel
Die Ungava-Halbinsel (englisch Ungava Peninsula, französisch Péninsule d'Ungava) ist eine Halbinsel im Osten Kanadas. Als nördlicher Teil der Labrador-Halbinsel ist sie heute Teil der zur Provinz Québec gehörenden Region Nunavik und stellt am Kap Wolstenholme ihren nördlichsten Punkt dar. Bis 1912 war die Ungava-Halbinsel als Ungava-Gebiet Teil der Nordwest-Territorien.
Die Ungava-Halbinsel liegt am kanadischen Schild, erreicht eine Fläche von 252.000 km² und ist relativ flach: Bei etwa 500 Kilometern Breite und etwas größerer Länge liegt der höchste Punkt in den Monts de Puvirnituq auf nur 693 m Seehöhe bei 61° 38′ 17,4″ N, 72° 44′ 14,1″ W.
Eine weitere Erhebung mit 657 m bildet der Rand des Meteoritenkraters Pingualuit. Die Halbinsel ist zur Gänze von baumloser Tundra bedeckt und verfügt aufgrund des Labradorstroms über ein äußerst kaltes Klima. Auf der Ungava-Halbinsel finden sich mehrere Gletscherseen und Flüsse, welche in der Regel parallel in Ost-West-Richtung verlaufen, sowie ein paar vorgelagerte Inseln, die bereits zum Territorium Nunavut gehören. Die Halbinsel wird von der Hudson Bay, der Hudsonstraße und der Ungava-Bucht umgeben.
Die 10.000 Bewohner der Halbinsel – zu 90 Prozent Inuit – leben in zwölf Orten entlang der Küste. Kuujjuaq, im äußersten Südosten der Halbinsel, ist Sitz des Kativik Regional Governments, von welchem aus die gesamte Ungava-Halbinsel verwaltet wird. Andere größere Siedlungen sind Ivujivik im Norden und Inukjuak im Westen.